# Montopoli in Val d’Arno
Montopoli in Val d'Arno település Olaszországban, Toszkána régióban, Pisa megyében. Lakosainak száma 11 184 fő (2023. január 1.). Montopoli in Val d’Arno Castelfranco di Sotto, Pontedera, Santa Maria a Monte, Palaia és San Miniato községekkel határos.

## Népesség
A település lakossága az elmúlt években az alábbi módon változott:
| Lakosok száma | 11 115 | 11 149 | 11 184 |
|               | 2017   | 2018   | 2023   |